# Sir Lionel

Blasón imaginario de Sir Lionel.

En la historia del rey Arturo, Sir Lionel es el hermano menor de Sir Bors y, como él, hijo del rey Bors de Gaunes. Sir Bors y Sir Lionel son primos de Lanzarote del Lago y de Héctor de Maris.
Cuando, en una batalla contra el rey Claudas, pereció el padre de Bors y Lionel, la Dama del Lago se los llevó para criarlos en su reino sumergido, junto a Lanzarote. 
Como el resto de sus familiares varones, Lionel se convierte en un caballero de la Mesa Redonda en Camelot.
Cuando estalla la guerra entre Arturo y Lanzarote, Lionel toma partido por su primo y lo acompaña en su exilio en Francia, donde se convierte en rey de Gaunes. 
Tras la batalla final del rey Arturo, Lanzarote, Bors y Lionel regresan a Inglaterra y combaten contra lo que restó del ejército de Mordred. En estos combates, Lionel muere a manos del hijo de Mordred: Melehan.